# I Congresso dell'Internazionale Comunista
Il I Congresso dell'Internazionale Comunista si svolse a Mosca dal 2 al 6 marzo 1919.

## Premesse
Dopo il fallimento della Seconda Internazionale, fu fortemente voluta da Lenin la costituzione di una Terza Internazionale di carattere marcatamente rivoluzionario e comunista. Il leader del Partito Comunista Russo riteneva infatti indispensabile alla rivoluzione socialista la sua estensione a tutto il mondo, perché solo su scala globale sarebbe stato possibile soddisfare le esigenze economiche e sociali del sistema socialista.
Su questa premessa, e su quella di garantire al proletariato di tutto il mondo la liberazione dall'oppressione del capitalismo e della guerra, si svolse ai primi di gennaio del 1919 un incontro preparatorio della creazione dell'Internazionale Comunista. Ad esso presero parte rappresentanti di partiti comunisti e di gruppi socialisti di sinistra provenienti da varie parti del pianeta. Nell'occasione fu redatto un manifesto dal titolo Per il Primo Congresso dell'Internazionale Comunista.
A fine febbraio delegati dei partiti di vari paesi cominciarono ad arrivare a Mosca in risposta all'appello contenuto nel manifesto. Il 1º marzo si tenne una riunione preliminare presieduta da Lenin, nella quale fu fissato l'ordine dei lavori del Congresso.

## Lavori congressuali
Il 2 marzo vennero inaugurati i lavori del Congresso, inizialmente definito Conferenza Internazionale Comunista, che nel corso delle successive giornate di svolgimento avrebbe visto la presenza di 52 delegati. Molti tuttavia non riuscirono a raggiungere Mosca a causa dei blocchi effettuati dalle nazioni confinanti con la Russia sovietica, e per questo non furono presenti al Congresso, tra gli altri, i delegati italiani, francesi, belgi, inglesi e spagnoli.
Nel corso del dibattito, ebbero centralità le tesi di Lenin sulla democrazia borghese e la dittatura del proletariato. Dopo che esse furono fatte circolare tra i delegati in russo e in tedesco, Lenin le espose in assemblea il 4 marzo, ottenendo l'approvazione unanime del Congresso. Le tesi mettevano in evidenza, al fine di estendere «come non mai l'utilizzazione di fatto della democrazia da parte degli oppressi del capitalismo», la necessità della dittatura del proletariato come unica difesa per tutti i lavoratori «contro la dittatura della borghesia che ha portato alla guerra e prepara nuove guerre».
Il giorno successivo, dietro mozione presentata dai delegati del Partito Comunista dell'Austria tedesca, del Partito della Sinistra Socialdemocratica di Svezia, della Federazione Socialdemocratica Rivoluzionaria Balcanica e del Partito Comunista Ungherese, la Conferenza stabilì di «costituirsi come Terza Internazionale e di adottare la denominazione di Internazionale Comunista», dando otto mesi di tempo ai partiti per ratificare la propria adesione. La risoluzione fu osteggiata dal solo rappresentante tedesco Hugo Eberlein, che sottolineò il fatto che non tutte le nazioni fossero rappresentate al Congresso e che la nuova organizzazione internazionale si sarebbe potuta rivelare prematura rispetto al movimento delle masse.
A seguito della nascita dell'Internazionale, fu poi ratificato lo scioglimento dell'associazione di Zimmerwald.

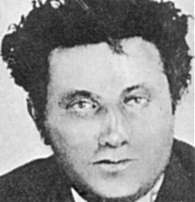
Grigorij Zinov'ev.

Il Congresso fissò quindi la piattaforma politica dell'Internazionale. Essa si fondava sulla necessità della sostituzione del sistema capitalista con il sistema sociale comunista, sulla lotta rivoluzionaria del proletariato per il rovesciamento dei governi borghesi e sulla distruzione dello stato borghese e la sua sostituzione con uno stato proletario di tipo sovietico che garantisse la transizione verso la società comunista.
Altre risoluzioni furono adottate allo scopo di sollecitare i lavoratori di tutti i paesi a supportare la Russia sovietica e di richiedere all'Intesa la non interferenza negli affari interni della repubblica sovietica, il ritiro delle truppe interventiste dal suo territorio, il riconoscimento dello stato sovietico, la rimozione del blocco economico e la ripresa delle relazioni commerciali.
Il Congresso decise infine la costituzione di un Comitato esecutivo di cui entrarono subito a far parte i rappresentanti dei partiti russo, tedesco, austriaco-tedesco, ungherese, della Federazione Balcanica, svizzero e scandinavo, mentre altri seggi furono riservati ai partiti dei paesi che avrebbero successivamente dichiarato la propria adesione all'Internazionale. Alla guida dell'organizzazione vennero eletti Zinov'ev e Radek, sebbene quest'ultimo si trovasse al momento in carcere in Germania.